# Equação de Churchill-Bernstein
Em tranferência de calor convectiva, a equação de Churchill–Bernstein é usada para estimar a superfície média do número de Nusselt para um cilindro em fluxo cruzado a várias velocidades. A necessidade para a equação resulta da incapacidade de resolver as equações de Navier-Stokes no regime de fluxo turbulento, mesmo para um fluido Newtoniano. Quando os perfis de concentração e temperatura são independentes um do outro, a analogia de transferência massa-calor pode ser empregada. Na analogia de transferência massa-calor, grandezas adimensionais de transferência de calor são substituídas com análogas grandezas adimensionais de transferência de massa.
Esta equação é nomeada em homenagem a S.W. Churchill e M. Bernstein, que introduziram-na em 1977. Esta equação é também chamada correlação Churchill–Bernstein.

## Definição de transferência de calor
{\displaystyle {\overline {\mathrm {Nu} }}_{D}\ =0.3+{\frac {0.62\mathrm {Re} _{D}^{1/2}\Pr ^{1/3}}{\left[1+(0.4/\Pr )^{2/3}\,\right]^{1/4}\,}}{\bigg [}1+{\bigg (}{\frac {\mathrm {Re} _{D}}{282000}}{\bigg )}^{5/8}{\bigg ]}^{4/5}\quad \Pr \mathrm {Re} _{D}\geq 0.2}
onde:
- {\displaystyle {\overline {\mathrm {Nu} }}_{D}} é a superfície média do número de Nusselt com medida característica de diâmetro;
- {\displaystyle \mathrm {Re} _{D}\,\!} é o número de Reynolds com o diâmetro do cilindro como omprimento característico;
- {\displaystyle \Pr } é o número de Prandtl.

A equação de Churchill–Bernstein é válida para uma larga faixa de números de Reynolds e números de Prandtl, assim como o produto dos dois é maior ou igual a 0,2 , como definido acima. A equação de Churchill–Bernstein pode ser usada para qualquer objeto de geometria cilíndrica na qual as camadas limite desenvolvem-se (fluem) livremente, sem restrições impostas por outras superfícies. Propriedades do fluido de fluxo externo livre devem ser avaliados na temperatura de película de maneira a dar conta da variação das propriedades de fluidos em diferentes temperaturas. Não se deve esperar uma precisão muito superior a 20% a partir da equação acima, devido à ampla gama de condições de escoamento que envolvem a equação. A equação de Churchill-Bernstein é uma correlação e não pode ser derivada de princípios da dinâmica dos fluidos. A equação resulta a superfície média do número de Nusselt, o qual é usado para determinar o coeficiente de transferência de calor convectiva médio. A lei de resfriamento de Newton pode ser invocada para determinar a perda ou ganho de calor do objeto, fluido e/ou temperatura de superfícies, e a área do objeto, dependendo de qual informação é conhecida.

## Definição de transferência de massa
{\displaystyle \mathrm {Sh} =0.3+{\frac {0.62\mathrm {Re} _{D}^{1/2}\mathrm {Sc} ^{1/3}}{\left[1+(0.4/\mathrm {Sc} )^{2/3}\,\right]^{1/4}\,}}{\bigg [}1+{\bigg (}{\frac {\mathrm {Re} _{D}}{282000}}{\bigg )}^{5/8}{\bigg ]}^{4/5}\quad \mathrm {Sc} \,\mathrm {Re} _{D}\geq 0.2}
onde:
- {\displaystyle \mathrm {Sh} } é o número de Sherwood
- {\displaystyle \mathrm {Sc} } é o número de Schmidt

Usando a analogia da transferência de massa-calor, o número de Nusselt é substituído pelo número de Sherwood, e o número de Prandtl é substituído pelo número de Schmidt. As mesmas restrições descritas na definição de transferência de calor são aplicadas à definição de transferência de massa. O número de Sherwood pode ser usado para encontrar-se um coeficiente de transferência de massa global e a lei de difusão de Fick para encontrar perfis de concentração e fluxos de transferência de massa.